# Linzerstadion
Het Linzerstadion was een multifunctioneel stadion in Linz, Oostenrijk. Het stadion werd gebruikt voor voetbal- en atletiekwedstrijden. De voetbalclubs LASK (tot 2016) en FC Blau-Weiß Linz (tot 2021) maakten gebruik van dit stadion. Er waren naast het hoofdveld nog 2 trainingsvelden en een kunstgrasveld. Het werd geopend in 1952. Er was plaats voor 21.005 toeschouwers in het stadion.
Het stadion werd gebruikt op het Europees kampioenschap voetbal mannen onder 19 van 2007. Er werden 3 groepswedstrijden en de finale tussen Spanje en Griekenland (1–0) gespeeld.
Op de plek van het Linzerstadion staat nu de Raiffeisen Arena van LASK, FC Blau-Weiß verhuisde naar het Donauparkstadion.
Allianz Stadion (Rapid Wien) ·
CASHPOINT Arena (SCR Altach) ·
Generali Arena (Austria Wien) · 
Hofmann Personal Stadion (Blau-Weiß Linz) ·
Lavanttal-Arena (Wolfsberger AC) ·
Merkur Arena (Sturm Graz) ·
Profertil Arena (TSV Hartberg) · 
Raiffeisen Arena (LASK) ·
Reichshofstadion (Austria Lustenau) ·
Red Bull Arena (Red Bull Salzburg) ·
Tivoli Stadion Tirol (WSG Tirol) ·
Wörtherseestadion (Austria Klagenfurt)
Ernst Happelstadion (Oostenrijks nationaal team) ·
Stadion Donawitz (DSV Leoben) ·  
Franz Feketestadion (Kapfenberger SV) ·
Josko Arena (SV Ried) ·
ImmoAgenturstadion (Schwarz-Weiß Bregenz) ·
Merkur Arena (Grazer AK) ·
Motion invest Arena (Admira Wacker) ·
NV Arena (SKN Sankt Pölten) ·
Raiffeisen Arena (FC Juniors OÖ) ·
Vorwärts-Stadion (Vorwärts Steyr) · 
Gerhard Hanappistadion (Rapid Wien) ·
Lehenstadion (Austria Salzburg)